# Michel Pilorgé
Michel Pilorgé (* 1946) ist ein französischer Schauspieler.

## Leben
1966 überredet Michel Pilorgé seinen Freund Gérard Depardieu, nach Paris zu gehen und Schauspieler zu werden. Pilorgé unterstützt Gérard, der mit seinem Freund Kurse bei Jean-Laurent Cochet am Théâtre Edouard VII belegt. Beide spielen gemeinsam kleine Rollen in Michel Audiards Le cri du cormoran le soir au-dessus de Jonques (1971).
Michel Pilorgé erhält 1973 eine Hauptrolle als Louis XIV. an der Seite von Claude Jade (als seine Maîtresse Louise de La Vallière) und Lise Delamare (als seine Mutter Anna von Österreich) in François Chatels Fernsehfilm Le château perdu. Doch die weiteren Arbeiten knüpfen nicht an diesen Erfolg an. Pilorgé spielt weiterhin erfolgreich Theater und erhält kleine Parts an der Seite seines Freundes Gérard Depardieu in Ganz so schlimm ist er auch nicht (1974), Die Ausgebufften (1974), Maîtresse (1976), Süßer Wahn (1977), La nuit, tous les chats sont gris (1978), Inspektor Loulou – Die Knallschote vom Dienst (1980), Die Enthüllung (1984), Abendanzug (1986), Die Schutzengel (1995), Balzac (1999), Les Misérables (2000) und San Antonio (2004). Seine bekannteste Rolle spielt Michel Pilorgé ab 1989 als Dr. Bloch in der Serie Kommissar Navarro.

## Filmografie (Auswahl)
- 1971: Der Seebär von St. Malo (Le drapeau noir flotte sur la marmite)
- 1975: Ganz so schlimm ist er auch nicht (Pas si méchant que ça)
- 1974: Irrtum einer Liebesgeschichte (On s’est trompé d’histoire d'amour )
- 1974: Die Ausgebufften (Les Valseuses)
- 1977: Ein irrer Typ (L’animal)
- 1977: Süßer Wahn (Dites-lui que je l’aime)
- 1979: I wie Ikarus (I… comme Icare)
- 1980: Inspektor Loulou – Die Knallschote vom Dienst (Inspecteur la Bavure)
- 1980: Die Polizistin (La femme flic )
- 1981: Clara und die tollen Typen (Clara et les chics types)
- 1984: Die Enthüllung (Rive droite, rive gauche)
- 1986: Abendanzug (Tenue de soirée)
- 1987: Schloss zu vermieten (Florence ou La vie de château) (Fernsehserie)
- 1989: Der Krieg ist aus (Après la guerre)
- 1990–2006: Kommissar Navarro (Navarro; Fernsehserie, 41 Folgen)
- 1991: Verdammt zur Einsamkeit (L’impure)
- 1992: Ferien im Fegefeuer (Vacances au purgatoire)
- 1993: Ein Schluck mit Folgen (Coup de jeune)
- 1995: Die Schutzengel (Les anges gardiens )
- 2000: Les Misérables – Gefangene des Schicksals (Les Misérables)
- 2001: Julie Lescaut (Fernsehserie, 1 Folge)
- 2005: Une femme d’honneur (Fernsehserie, 1 Folge)